# Bolbelasmus
Bolbelasmus — род жуков из подсемейства Bolboceratinae, семейства Навозники-землерои.

## Распространение
На территории бывшего СССР распространены два вида.

## Описание
Тело коричневого или чёрного цвета. Глаза частично разделены щёчными выступами. Средние тазики соприкасающиеся, средние и задние голени с двумя-тремя цельными поперечными килями. На надкрыльях между швом и плечевым бугорком имеются семь точечных бороздок. Голова самца с рогом, а голова самки с поперечным бугорком.

## Систематика
К роду относятся следующие виды:
- Bolbelasmus arcuatus (Bates, 1887)
- Bolbelasmus bajaensis Howden, 1964
- Bolbelasmus bocchus (Erichson, 1841)
- Bolbelasmus carinifrons Howden & Solis, 1995
- Bolbelasmus coreanus (Kolbe, 1886)
- Bolbelasmus gallicus (Mulsant, 1842)
- Bolbelasmus hornii (Rivers, 1886)
- Bolbelasmus krikkeni Nikolajev, 1979
- Bolbelasmus kurosawai Masumoto, 1984
- Bolbelasmus meridionalis Krikken, 1977
- Bolbelasmus minor (Linell, 1896)
- Bolbelasmus monticolus Howden, 1974
- Bolbelasmus nativus Krikken, 1977
- Bolbelasmus nireus (Reitter, 1895)
- Bolbelasmus orientalis Petrovitz, 1968

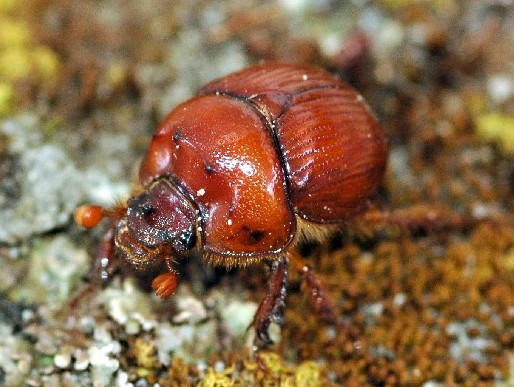
Bolbelasmus unicornis, самка

- Bolbelasmus rotundipennis Howden, 1964
- Bolbelasmus shibatai Masumoto, 1984
- Bolbelasmus tauricus Petrovitz, 1973
- Bolbelasmus unicornis (Schrank, 1789)
- Bolbelasmus variabilis Howden, 1964